# ラリー・カタルーニャ

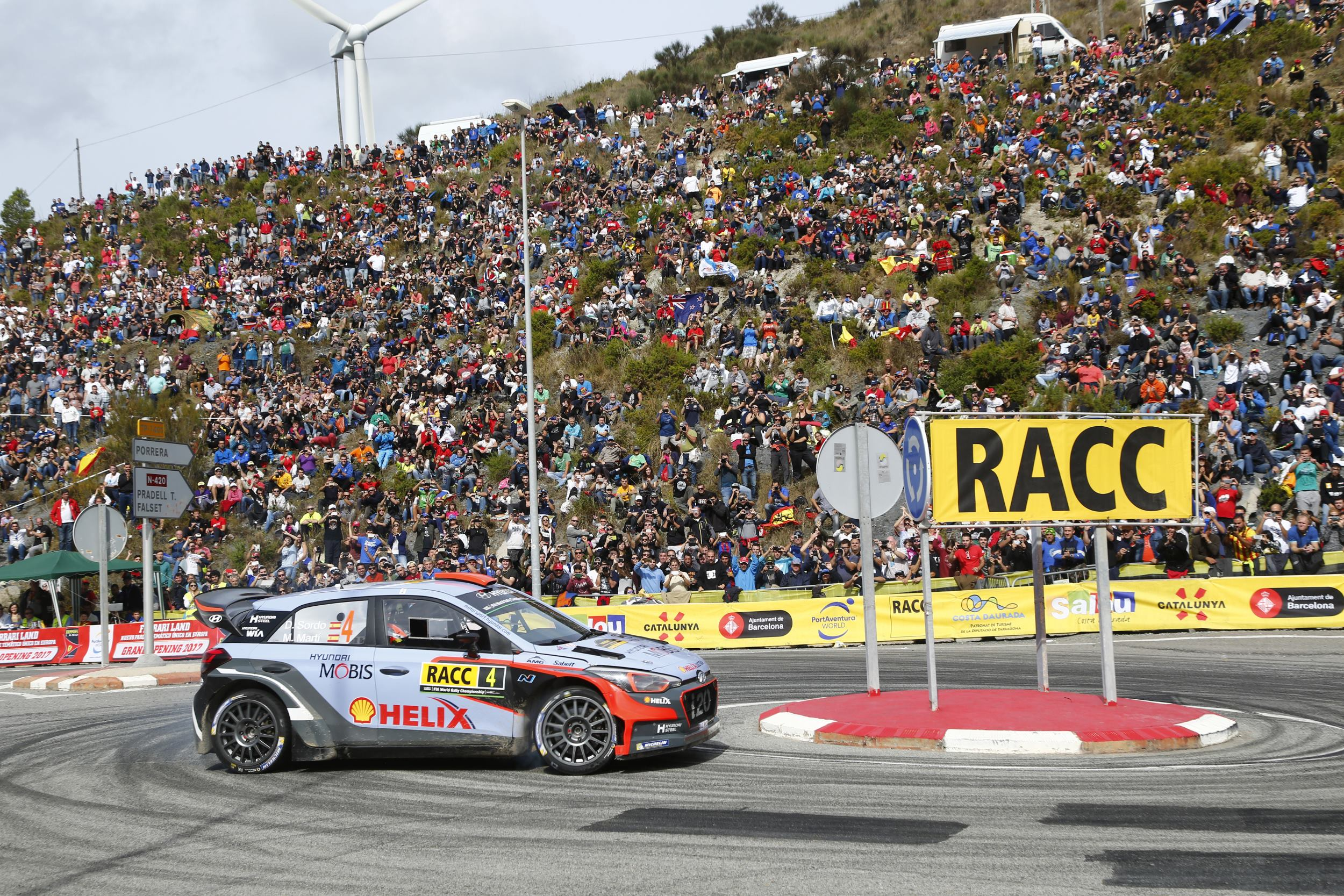

ラリー・RACC・カタルーニャ-コスタ・ドラダ（Rally RACC Catalunya-Costa Daurada）は、スペイン・カタルーニャ州で行われる世界ラリー選手権 (WRC) の一戦。別名ラリー・デ・エスパーニャ（Rally de España）。

## 概要
それぞれヨーロッパラリー選手権 (ERC) の一戦だったラリー・カタルーニャ（1916年 - ）とラリー・コスタ・ブラバ（1953年 - ）が1988年に併催されてRallye Catalunya-Costa Bravaとなり、1991年よりWRCカレンダーに加わった。WRCイベントとしてはまだ歴史が浅いが、大勢の観客を集めることで知られ、かつては地元の英雄カルロス・サインツに熱い声援が贈られた。
2004年まではバルセロナの東のコスタ・ブラバ周辺で開催されていたが、2005年より西側のコスタ・ドラダ（黄金海岸）に移った。ラリーの拠点はコスタ・ドラダの中心都市サロウ。大規模テーマパークのポート・アベンチュラにヘッドクォーターとサービスパークが置かれる。
元々はグラベルとターマックの両路面で行なわれていたが、1993年より全面的に高速ターマックコースとされた。しかし、国際自動車連盟 (FIA) の規制緩和により、2010年より再びミックスサーフェスのイベントになっている。フォーマットはグラベル（DAY1）→ターマック（DAY2）→ターマック（DAY3）という流れで、DAY1終了後のサービスでサスペンションやブレーキ、ディファレンシャル、タイヤなどをターマック仕様に変更する作業が行われる。通常、DAY1の最終サービスの制限時間は45分間だが、このイベントでは75分間に延長される。
1994年を除いて継続的に開催されていたが、2020年を以て落選となった。
2021年は当初候補外だったが、カレンダー復帰し、全面的に高速ターマックコースのイベントとなった。

## 歴代勝者（1991年以降）
| 年      | 優勝者                   | 優勝者                   | 車輌                             |
| 年      | ドライバー               | コ・ドライバー           | 車輌                             |
| ------- | ------------------------ | ------------------------ | -------------------------------- |
| 1991年  | アルミン・シュヴァルツ   | アーネ・ヘルツ           | トヨタ・セリカGT-Four            |
| 1992年  | カルロス・サインツ       | ルイス・モヤ             | トヨタ・セリカGT-Four            |
| 1993年  | フランソワ・デルクール   | ダニエル・グラタループ   | フォード・エスコートRSコスワース |
| 1994年† | Enrico Bertone           | Massimo Chiapponi        | トヨタ・セリカGT-Four            |
| 1995年  | カルロス・サインツ       | ルイス・モヤ             | スバル・インプレッサ             |
| 1996年  | コリン・マクレー         | デレック・リンガー       | スバル・インプレッサ             |
| 1997年  | トミ・マキネン           | セッポ・ハルヤンヌ       | 三菱・ランサーエボリューションIV |
| 1998年  | ディディエ・オリオール   | Denis Giraudet           | トヨタ・カローラWRC              |
| 1999年  | フィリップ・ブガルスキー | Jean-Paul Chiaroni       | シトロエン・クサラキットカー     |
| 2000年  | コリン・マクレー         | ニッキー・グリスト       | フォード・フォーカスWRC          |
| 2001年  | ディディエ・オリオール   | Denis Giraudet           | プジョー・206WRC                 |
| 2002年  | ジル・パニッツィ         | エルベ・パニッツィ       | プジョー・206WRC                 |
| 2003年  | ジル・パニッツィ         | エルベ・パニッツィ       | プジョー・206WRC                 |
| 2004年  | マルコ・マルティン       | マイケル・パーク         | フォード・フォーカスWRC          |
| 2005年  | セバスチャン・ローブ     | ダニエル・エレナ         | シトロエン・クサラWRC            |
| 2006年  | セバスチャン・ローブ     | ダニエル・エレナ         | シトロエン・クサラWRC            |
| 2007年  | セバスチャン・ローブ     | ダニエル・エレナ         | シトロエン・C4WRC                |
| 2008年  | セバスチャン・ローブ     | ダニエル・エレナ         | シトロエン・C4WRC                |
| 2009年  | セバスチャン・ローブ     | ダニエル・エレナ         | シトロエン・C4WRC                |
| 2010年  | セバスチャン・ローブ     | ダニエル・エレナ         | シトロエン・C4WRC                |
| 2011年  | セバスチャン・ローブ     | ダニエル・エレナ         | シトロエン・DS3 WRC              |
| 2012年  | セバスチャン・ローブ     | ダニエル・エレナ         | シトロエン・DS3 WRC              |
| 2013年  | セバスチャン・オジェ     | ジュリアン・イングラシア | フォルクスワーゲン・ポロ R WRC   |
| 2014年  | セバスチャン・オジェ     | ジュリアン・イングラシア | フォルクスワーゲン・ポロ R WRC   |
| 2015年  | アンドレアス・ミケルセン | オーラ・フローネ         | フォルクスワーゲン・ポロ R WRC   |
| 2016年  | セバスチャン・オジェ     | ジュリアン・イングラシア | フォルクスワーゲン・ポロ R WRC   |
| 2017年  | クリス・ミーク           | ポール・ネーグル         | シトロエン・C3 WRC               |
| 2018年  | セバスチャン・ローブ     | ダニエル・エレナ         | シトロエン・C3 WRC               |
| 2019年  | ティエリー・ヌービル     | ニコラ・ジルスール       | ヒュンダイ・i20クーペWRC         |
| 2021年  | ティエリー・ヌービル     | マルタイン・ヴァイダエヘ | ヒュンダイ・i20クーペWRC         |
| 2022年  | セバスチャン・オジェ     | バンジャマン・ヴェイヤス | トヨタ・GRヤリス ラリー1         |

† - 1995年は2リッターワールドカップ (W2L) として開催。